# コショウイグチ
コショウイグチ（胡椒猪口、学名Chalciporus piperatus）は、担子菌門ハラタケ亜門ハラタケ綱のイグチ目イグチ科コショウイグチ属に属する菌類の一種である。

## 形態

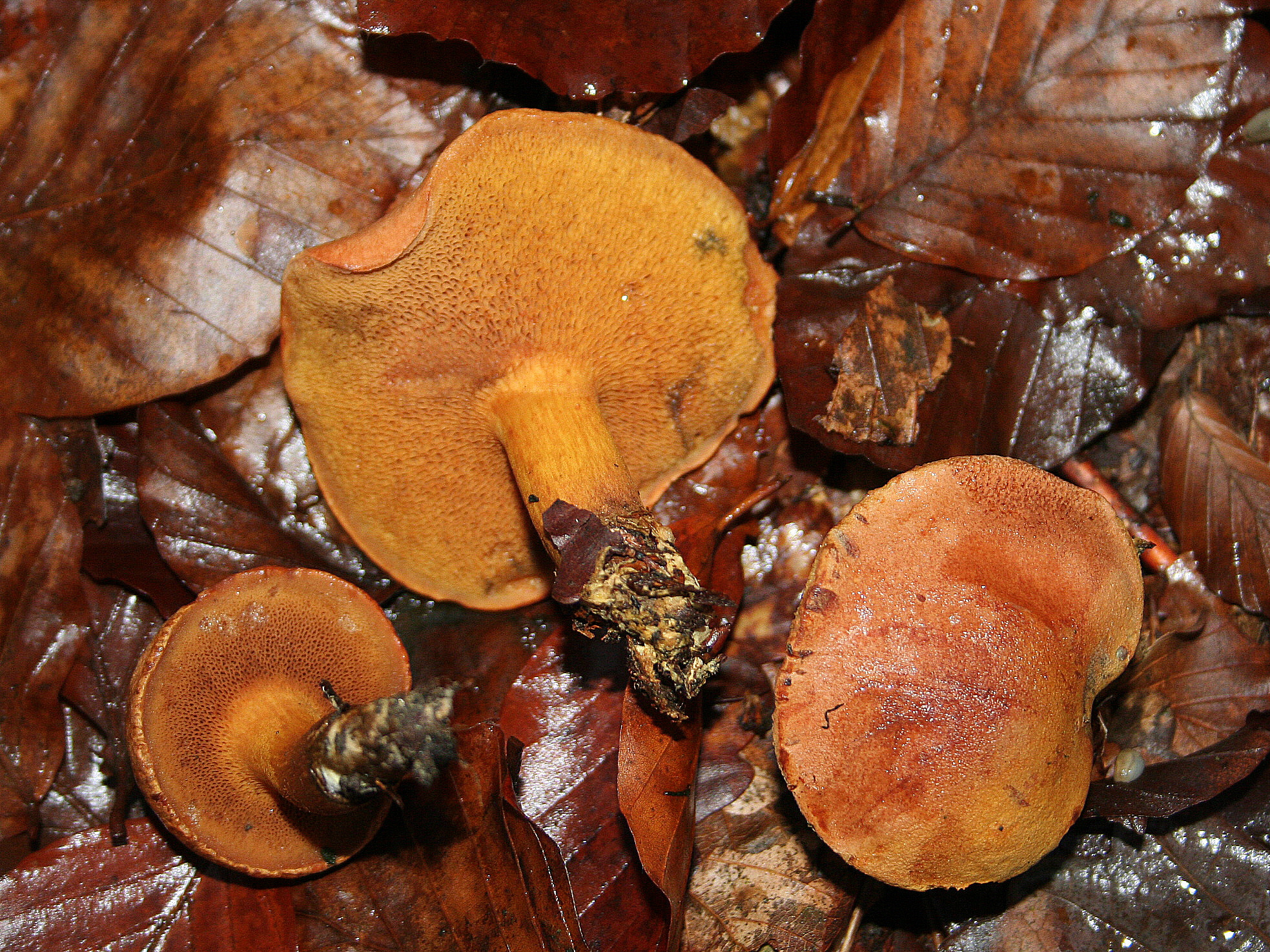
かさの裏側の様子

イグチ科に属するきのことしては比較的小さな部類に属し、かさは3-6cm程度、半球形からほぼ平らに開き、僅かに粘性を有するが乾きやすく、帯橙黄褐色であるが老成すれば暗黄褐色となり、表皮は剥げにくい。肉は淡クリーム色（柄の基部においては鮮黄色）で傷つけても変色せず、においはほとんどないが強い辛みを有する。かさの裏面はスポンジ状の管孔となり、始め淡い橙褐色、成熟時には暗黄褐色ないしコーヒー色となり、孔口は微細で多角形である。柄はほぼ上下同大あるいはときに基部がやや細まり、かさより淡色で粘性はなく、つばを欠き、基部は鈍黄色で綿毛状の菌糸塊をことが多く、中実で堅い。
胞子紋は赤みを帯びた褐色（ニッケイ色）を呈し、胞子は円筒状楕円形でその細胞壁は薄く、しばしば1個ないし数個の油滴を含む。側シスチジアは先端が細まった円筒形ないしこん棒形、あるいは先細りの紡錘状などを呈し、薄壁で無色ないし淡黄色、しばしばその表面に暗褐色あるいは黄褐色の粒状物を。かさの表皮はほとんどゼラチン化することなく、密に絡み合った菌糸で構成され、個々の菌糸の表面は（特に表皮層の外側において）顆粒状で赤褐色を呈する沈着物をかぶっている。きのこを構成する菌糸はすべて、かすがい連結をまったく欠く。

## 生態
夏から秋にかけ、マツ属（アカマツ・クロマツ・ハイマツなど）・モミ属（モミ・ウラジロモミ・トドマツなど）・トウヒ属（オウシュウトウヒなど）・カラマツ属・ブナ属（ブナ・イヌブナなど）・コナラ属（コナラ、ミズナラ、クヌギ・シラカシ・アカガシなど）・カバノキ属（コナラ・ダケカンバなど）・クリ属・シイ属・マテバシイ属などの樹下の地上に生える。
南半球では、しばしばナンキョクブナ属の一種(Nothofagus cunninghamii (Hook.) Oerst.)の樹下で見出される。
本種の栄養生態に関しては未だ不明な点が多い。
これまで、ハンニチバナ科ゴジアオイ属（Cistus）属の植物との間に生態的関係を結ぶという報告があるが、接種試験によって証明されたわけではない。
他方、炭素13（13C）の安定同位体比の実験から、腐生菌ではないかとの説もある。
また、現在のところ、野外の外生菌根から本種が検出された例はなく、
数多くの共生試験においても、外生菌根を形成しなかったことが報告されている

。
さらに、本種は系統的に、非外生菌根菌と推定されるBuchwaldoboletus lignicolaと姉妹群を形成すると考えられており、これらを総合し、Tedersooらは本種を非外生菌根菌であると結論付けている。

## 分布
北半球温帯に広く分布し、ニュージーランドおよびタスマニア北東部などにも産する。
なお、日本における最初の発見地は東京都八王子市の浅川である（1949年10月26日）。

## 類似種
外観はややアミタケに似るが、全体にやや小形でかさの粘性がほとんどないこと・かさの裏面の管孔も小さく、放射状に配列しないこと・全体に強い辛みがあること・加熱しても暗紫褐色に変わらないことなどによって区別することができる。

## 分類学上の位置づけ
柄の表面に、ときに微粒状の粒点を生じること・シスチジアがしばしば褐色の粒状物におおわれることなどの特徴からヌメリイグチ属に分類する意見もあるが、かさの表面の菌糸がほとんどゼラチン化しないことや、胞子紋が橙褐色を呈すること、あるいはマツ属に限定されることなく、広葉樹を含めてさまざまな樹木との間に生態的関係を結ぶ
ことなどから、今日では独立したコショウイグチ属に置かれている。

## 食・毒性
無毒ではあるが、イグチの類としては珍しく非常に辛いため、これのみを食用とすることはほとんどない。料理に辛味を添えるために用いられることもあるというが、食用きのことして価値が高いとはいえず、市場にも出回ることはほとんどない。